# Desná (Loučná)
Die Desná ist ein linker Zufluss der Loučná in Tschechien.
Sie entspringt in Saarer Bergen nördlich der Siedlungen Svatá Kateřina und Hatě in der Gemeinde Borová aus mehreren Quellen im 690 m Höhe.
Bei Kamenné Sedlíště ändert der Bach seine Flussrichtung von Nord nach Nordost. Entlang der Desná liegen die Orte Budislav, Poříčí, Desná, Horní Újezd, Dolní Újezd und Osík. 
Die Desná umfließt die Stadt Litomyšl einen Kilometer westlich und ändert ihre Richtung nach Nordwesten. Zwischen Nová Sídla und Řídký mündet sie nach 27 Kilometern bei einer Höhe von 293 m ü. M. in die Loučná.